# Neotrichoporoides cavigena
Neotrichoporoides cavigena är en stekelart som beskrevs av Graham 1987. Neotrichoporoides cavigena ingår i släktet Neotrichoporoides och familjen finglanssteklar.
Artens utbredningsområde är:
- Bulgarien.
- Slovakien.
- Frankrike.

Inga underarter finns listade i Catalogue of Life.